# Le Poisson doré

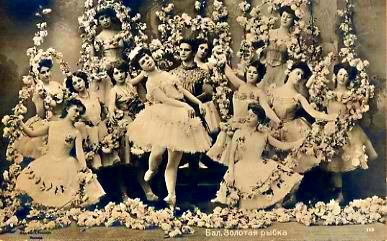
Ekaterina Gueltzer et Vassili Tikhomirov avec le corps de ballet dans la version d'Alexandre Gorski du Poisson doré; Moscou, vers 1905.

Le Poisson doré (en russe : Золотая рыбка, Zolotaïa rybka) est un ballet en trois actes et six tableaux d'Arthur Saint-Léon, musique de Léon Minkus. Le livret s'inspire du Conte du pêcheur et du petit poisson d'Alexandre Pouchkine. Arthur Saint-Léon dirigeait le ballet de la troupe impériale à Saint-Pétersbourg et a créé ce ballet en Russie. Arthur Saint-Léon a écrit le livret lui-même et il a changé l'intrigue du conte de Pouchkine. Tout le ballet est devenu une louange symbolique à l'empereur russe.

## Histoire
Le ballet a été présenté pour la première fois (uniquement le premier acte) au Théâtre de l'Ermitage de Saint-Pétersbourg, le 20 novembre/2 décembre (calendrier julien/grégorien des dates) 1866. Praskovia Lebedeva jouait le rôle principal de Galia. C'était son dernier rôle, car elle a cessé de travailler ensuite et est partie à la retraite.
Le ballet a été présenté entièrement pour la première fois en 1867 à Saint-Pétersbourg. Dans les rôles principaux: Guglielmina Salvioni - Galia, Timofeï Stoukolkine - Taras, Lev Ivanov - Petro, Clavdia Kantsyreva - le Poisson doré.
À ce moment, la Russie vivait beaucoup de changements sociaux. La nouvelle société des démocrates (raznochintsy (en)) commençait à concurrencer la société aristocratique. Ces démocrates ne pouvaient pas accepter sereinement un ballet à la gloire à l'empereur. Mikhaïl Saltykov-Chtchedrine a écrit un article ironique et très drôle sur ce ballet et les journaux démocratiques se moquaient du ballet Le Poisson doré.
Le ballet a été joué quelques mois puis a été supprimé de l'affiche.
Une nouvelle version de ce ballet a été créée en 1903, après trente-cinq ans, par Alexandre Gorski au Théâtre Bolchoï à Moscou. Il a réécrit le livret afin de se rapprocher du conte de Pouchkine. Il a supprimé toute glorification de l'empereur russe, a ajouté la musique d'autres compositeurs et a créé une nouvelle chorégraphie. Dans les rôles principaux : Nikolaï Domachov - le vieil homme, Sofia Fedorova - la vieille femme, Enrichetta Grimaldi - le Poisson doré.